# Rong Guotuan
Dans ce nom chinois, le nom de famille, Rong, précède le nom personnel Guotan.
Rong Guotuan ( 容 国團 / 容 国团 ), orthographié parfois JUNG Kuo-Tuan, né le 10 août 1937 à Zhuhai et mort le 20 juin 1968 à Pékin, est un pongiste chinois, champion du monde en simple en 1959. Il est le premier sportif chinois à obtenir un titre de champion du monde tout sport confondu.
Accusé d'espionnage pendant la révolution culturelle, il se suicide le 20 juin 1968.